# Stadio OSiR (Zamość)
Lo Stadio OSiR (in polacco Stadion OSiR) è uno stadio della città polacca di Zamość di proprietà dello stato.